# Günther Beck
Pour les articles homonymes, voir Beck.
Günther Beck, né le 31 décembre 1976 à Innsbruck, est un biathlète autrichien. Il est l'époux de Martina Beck.

## Palmarès

### Coupe du monde
- Meilleur classement général : 73e en 2001.
- 1 victoire en relais.
- Meilleur résultat individuel : 23e.